# Quin Snyder
Quin Price Snyder (Mercer Island, Washington, 30 de octubre de 1966) es un exjugador y entrenador de baloncesto estadounidense que actualmente entrena a los Atlanta Hawks de la NBA.

## Trayectoria deportiva

### Universidad

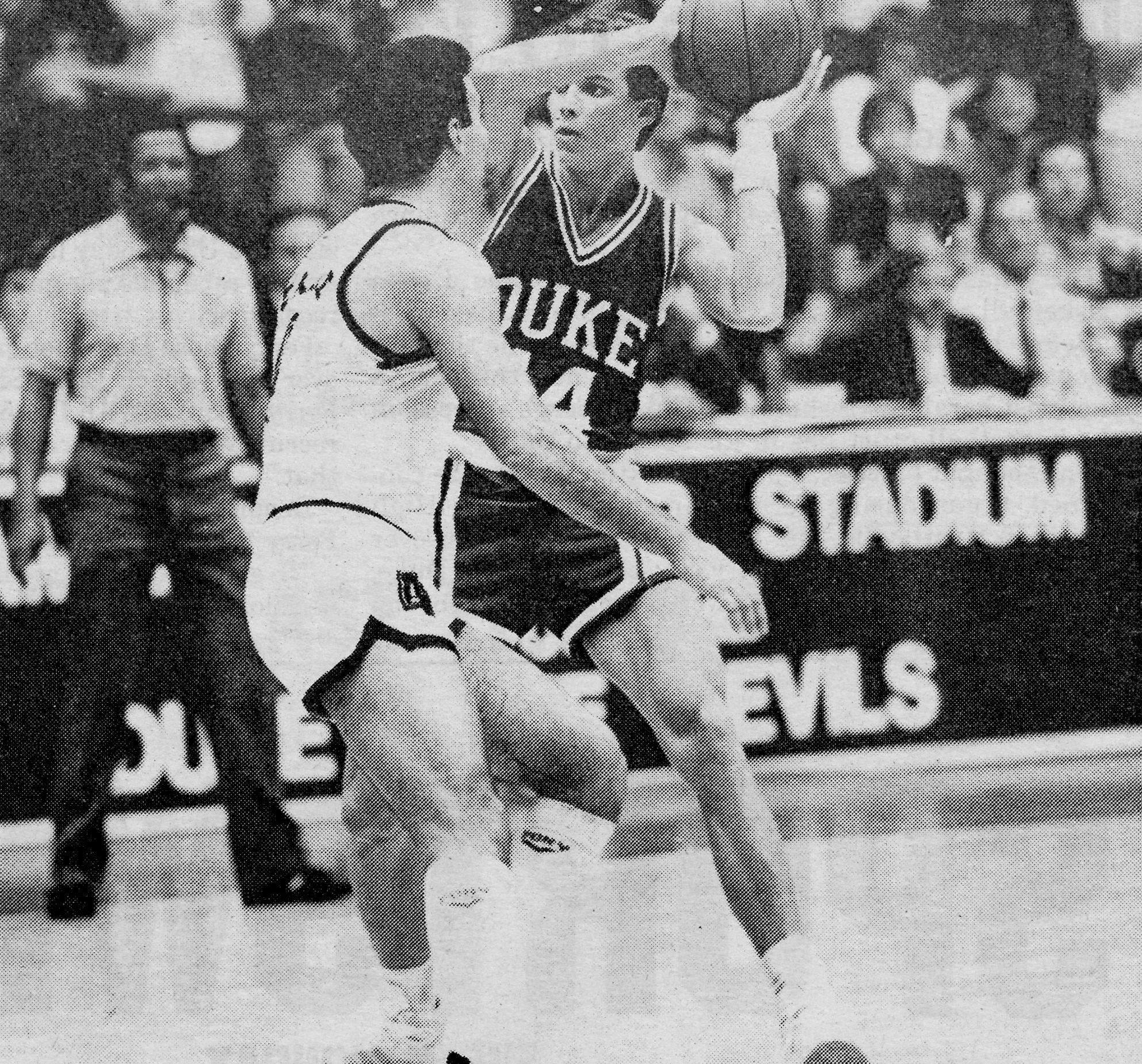
Snyder jugando para Duke en 1985.

Tras disputar en 1985 el prestigioso McDonald's All-American Game, jugó durante cuatro temporadas con los Blue Devils de la Universidad de Duke, en las que promedió 6,2 puntos, 4,2 asistencias y 1,9 rebotes por partido.

### Entrenador

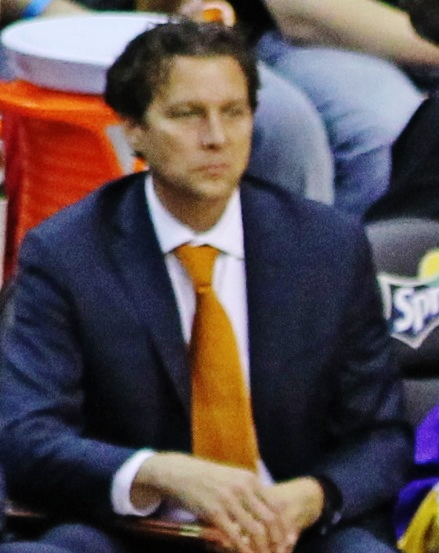
Quin Snyder en 2012

Tras una breve carrera como jugador en ligas menores de su país, comenzó su etapa de entrenador como asistente de Mike Krzyzewski en su alma mater, los Duke Blue Devils, donde permaneció cuatro temporadas, para hacerse cargo en 1999 del banquillo de la Universidad de Misuri. Permaneció siete temporadas en el cargo, consiguiendo un balance de 128 victorias y 96 derrotas.
En 2007 fichó como entrenador principal de los Austin Toros de la NBA D-League, donde permaneció durante 3 temporadas, en las que logró 94 victorias y 56 derrotas, llevando al equipo en tres ocasiones consecutivas a los playoffs, y disputando la final de 2008. Al año siguiente fue elegido Entrenador del Año de la liga.
En 2010 fichó como asistente de Doug Collins en los Philadelphia 76ers de la NBA, Al año siguiente desempeñó el mismo papel en Los Angeles Lakers con Mike Brown como entrenador principal, y en 2012 aceptó el mismo puesto en el CSKA Moscú ruso a las órdenes de Ettore Messina.
Regresó en 2013 a la NBA para ejercer nuevamente como asistente en los Atlanta Hawks, a las órdenes de Mike Budenholzer. Finalmente, en junio de 2014 consiguió su primer cargo como entrenador principal de los Utah Jazz, sustituyendo a Tyrone Corbin. Tras dos temporadas acercándose al 50% de victorias, en su tercer año en Salt Lake City el equipo acabó quinto la temporada regular y disputó sus primeros playoffs, enfrentándose en primera ronda a Los Angeles Clippers. Los Jazz dieron la campanada al ganar en siete partidos una trepidante serie, aunque en semifinales de conferencia no tuvieron nada que hacer ante los Golden State Warriors, a la postre campeones. La siguiente temporada no invitaba al optimismo tras la marcha de su estrella Gordon Hayward, pero Utah consiguió repetir quinto puesto y Snyder fue candidato al Entrenador del Año de la NBA. En playoffs sorprendieron otra vez al eliminar a los Oklahoma City Thunder en seis partidos, pero en semifinales se enfrentaron a los Houston Rockets, mejor equipo de la liga en temporada regular, quienes les derrotaron en cinco encuentros.
Tras 8 temporadas, el 5 de junio de 2022, dimite como entrenador de los Jazz.
El 26 de febrero de 2023, firma como entrenador principal de Atlanta Hawks.

## Estadísticas como entrenador
| Equipo  | Año     | PJ  | G   | P   | %G–P | Resultado        | PJP | GP | PP | %G–P | Resultado                            |
| ------- | ------- | --- | --- | --- | ---- | ---------------- | --- | -- | -- | ---- | ------------------------------------ |
| Utah    | 2014-15 | 82  | 38  | 44  | .463 | 3.º en Noroeste  | —   | —  | —  | —    | No Playoffs                          |
| Utah    | 2015-16 | 82  | 40  | 42  | .488 | 3.º en Noroeste  | —   | —  | —  | —    | No Playoffs                          |
| Utah    | 2016-17 | 82  | 51  | 31  | .622 | 1.º en Noroeste  | 11  | 4  | 7  | .364 | Pierde en Semifinales de Conferencia |
| Utah    | 2017-18 | 82  | 48  | 34  | .585 | 3.º en Noroeste  | 11  | 5  | 6  | .455 | Pierde en Semifinales de Conferencia |
| Utah    | 2018-19 | 82  | 50  | 32  | .610 | 3.º en Noroeste  | 5   | 1  | 4  | .200 | Pierde en Primera ronda              |
| Utah    | 2019-20 | 72  | 44  | 28  | .611 | 3.º en Noroeste  | 7   | 3  | 4  | .429 | Pierde en Primera ronda              |
| Utah    | 2020-21 | 72  | 52  | 20  | .722 | 1.º en Noroeste  | 11  | 6  | 5  | .545 | Pierde en Semifinales de Conferencia |
| Utah    | 2021-22 | 82  | 49  | 33  | .598 | 1.º en Noroeste  | 6   | 2  | 4  | .333 | Pierde en Primera ronda              |
| Atlanta | 2022-23 | 21  | 10  | 11  | .476 | 1.º en Southeast | 6   | 2  | 4  | .333 | Pierde en Primera ronda              |
| Atlanta | 2023-24 | 82  | 36  | 46  | .439 | 3.º en Southeast | —   | —  | —  | —    | No Playoffs                          |
| Atlanta | 2024-25 | 82  | 40  | 42  | .488 | 3.º en Southeast | —   | —  | —  | —    | No Playoffs                          |
| Total   | Total   | 821 | 458 | 363 | .558 |                  | 57  | 23 | 34 | .404 |                                      |